# Tetraglochin
Tetraglochin é um género botânico pertencente à família Rosaceae.
1. ↑  «Tetraglochin — World Flora Online». www.worldfloraonline.org. Consultado em 19 de agosto de 2020